# Seznam dílů seriálu Minority Report
Toto je seznam dílů seriálu Minority Report.

## Přehled řad
| Řada | Díly | Premiéra v USA | Premiéra v USA     | Premiéra v ČR  | Premiéra v ČR     |
| Řada | Díly | První díl      | Poslední díl       | První díl      | Poslední díl      |
| ---- | ---- | -------------- | ------------------ | -------------- | ----------------- |
| 1    | 10   | 21. září 2015  | 30. listopadu 2015 | 19. října 2016 | 21. prosince 2016 |

## Seznam dílů

### První řada (2015)
| Č. v seriálu | Původní název       | Český název      | Režie              | Scénář                           | Premiéra v USA     | Premiéra v ČR      |
| ------------ | ------------------- | ---------------- | ------------------ | -------------------------------- | ------------------ | ------------------ |
| 1            | Pilot               | Pilot            | Mark Mylod         | Max Borenstein                   | 21. září 2015      | 19. října 2016     |
| 2            | Mr. Nice Guy        | Hodnej chlap     | Greg Beeman        | Max Borenstein                   | 28. září 2015      | 26. října 2016     |
| 3            | Hawk-Eye            | Program Hawk-Eye | Allan Arkush       | Kevin Falls                      | 5. října 2015      | 2. listopadu 2016  |
| 4            | Fredi               | Fredi            | Olatunde Osunsanmi | Anna Fricke                      | 12. října 2015     | 9. listopadu 2016  |
| 5            | The Present         | Současnost       | David Straiton     | Shalisha Francis                 | 19. října 2015     | 16. listopadu 2016 |
| 6            | Fiddler's Neck      | Malárie          | Nick Hurran        | Matt McGuinness                  | 26. října 2015     | 23. listopadu 2016 |
| 7            | Honor Among Thieves | Zlodějská čest   | Sarah Pia Anderson | Sean Hennen                      | 2. listopadu 2015  | 30. listopadu 2016 |
| 8            | The American Dream  | Americký sen     | Adam Kane          | Lana Cho                         | 16. listopadu 2015 | 7. prosince 2016   |
| 9            | Memento Mori        | Memento mori     | Olatunde Osunsanmi | Max Borenstein a Greg Borenstein | 23. listopadu 2015 | 14. prosince 2016  |
| 10           | Everybody Runs      | Útěk             | Greg Beeman        | Max Borenstein a Kevin Falls     | 30. listopadu 2015 | 21. prosince 2016  |